# Dvotrebušna mišica
Dvotrebušna mišica (latinsko musculus digastricus) je majhna mišica vratu, sestavljena iz dveh trebuhov. Izvira iz diagastrične vdolbine spodnje čeljustnice in mastoidne zareze na spodnji strani bradavičastega odrastka senčnice ter se narašča na sprednji zgornji rob telesa podjezičnice.
Mišica spušča spodnjo čeljustnico (miruje podjezičnica), dviga podjezičnico in jo poteza nazaj (miruje spodnja čeljustnica). Pri skupni kontrakciji dviga podjezičnico in grlo.
Sprednji trebuh oživčuje milohioidni živec (V3), zadnji pa obrazni živec (VII).